# Pterolophia fulvobasalis
Pterolophia fulvobasalis là một loài bọ cánh cứng trong họ Cerambycidae.